# Hannibal and Saint Joseph Railroad
Hannibal and Joseph Joseph Railroad est une ligne de chemin de fer américaine de l'État du Missouri.

## Historique
La Hannibal and Joseph Joseph Railroad est une ligne de chemin de fer reliant Hannibal, au nord-est, et Saint Joseph, au nord-ouest. C'est la première ligne de chemin de fer à traverser le Missouri grâce au Hannibal Bridge. Le premier courrier destiné à être transporté par le Pony Express, le 3 avril 1860, a été convoyé sur cette ligne dans un train tracté par la locomotive Missouri,.